# Wang Mingjuan
Wang Mingjuan (chinesisch 王明娟, Pinyin Wáng Míngjuān; * 11. Oktober 1985 im Kreis Jiangyong (Hunan)) ist eine chinesische Gewichtheberin. Sie wurde 2002, 2003, 2005 und 2009 Weltmeisterin im Zweikampf in der Gewichtsklasse bis 48 kg Körpergewicht. Bei den Olympischen Spielen 2012 in London gewann sie die Goldmedaille in ihrer Gewichtsklasse.

## Werdegang
Wang Mingjuan stammt aus der Provinz Hunan. Dort begann sie als Jugendliche mit dem Gewichtheben und wurde auf Grund ihrer guten Leistungen 1999 in die Mannschaft der Provinz Hunan aufgenommen. Im Jahre 2001 erfolgte ihre Aufnahme in das chinesische Nationalteam der Frauen. Ihr Trainer ist Liao Suping.
Im Jahre 2001 siegte sie mit 16 Jahren bei den chinesischen National-Spielen in der Klasse bis 48 kg. 2002 folgte der erste große Erfolg bei einer internationalen Meisterschaft. Sie wurde in Havířov Junioren-Weltmeisterin (bis 48 kg) mit einer Zweikampfleistung von 200 kg (90–110) und siegte damit vor Nurcan Taylan aus der Türkei, die auf 172,5 kg (77,5–95) kam. Im gleichen Jahr wurde sie auch schon bei der Weltmeisterschaft der Senioren in Warschau eingesetzt. Obwohl erst 17 Jahre alt, gewann sie dort drei Weltmeistertitel, den im Zweikampf sowie die im Reißen und Stoßen. Ihre Leistung war 207,5 kg (92,5–115). Sie verwies damit wiederum Nurcan Taylan, die sich auf 192,5 kg (87,5–105) steigerte, auf den 2. Platz.
2003 wurde Wang Mingjuan mit 210 kg (92,5–117,5) chinesische Meisterin in der Klasse bis 48 kg und gewann bei der Weltmeisterschaft der Senioren in Vancouver in der gleichen Gewichtsklasse wieder drei Titel. Ihre Leistung betrug dort im Zweikampf 200 kg (90–110). Sie lag damit wieder klar vor ihren Rivalinen Aree Wiratthaworn aus Thailand, die 190 kg erreichte und Nurcan Taylan, die auf 187,5 kg kam.
Im Jahre 2004 verletzte sich Wang Mingjuan in der Vorbereitung auf die Olympischen Spiele so schwer am Knie, dass sie bei den Olympischen Spielen in Athen nicht starten konnte. Olympiasiegerin wurde die stets von ihr besiegte Nurcan Taylan, die sich in Athen allerdings auf hervorragende 210 kg im Zweikampf steigern konnte.
2005 startete Wang Mingjuan, nachdem sie ihre Verletzung auskuriert hatte, bei der Weltmeisterschaft in Doha und gewann dort mit dem Zweikampf-Weltrekord von 213 kg (95–118) ihren Dritten Weltmeistertitel im Zweikampf und die Weltmeistertitel Nr. 5 und 6 in den Einzeldisziplinen. Sie verweis damit Pensiri Laosirikul aus Thailand, 198 kg und Aree Whiratthaworn, 193 kg, mit großem Abstand auf die Plätze 2 und 3.
In den nächsten drei Jahren kehrten jedoch die Knieverletzungen bei Wang Mingjuan in unregelmäßigen Abständen immer wieder zurück. Das behinderte sie natürlich auch im Training. Sie konnte deshalb bei den Weltmeisterschaften 2006 und 2007 und, was besonders bedauerlich war, auch bei den Olympischen Spielen 2008 in Peking, nicht an den Start gehen. 2006 gewann sie trotz dieser unglücklichen Umstände den Titel bei den Asienspielen in Doha. Sie erzielte dort in der Gewichtsklasse bis 48 kg 206 kg (92–118) und siegte damit vor Pensiri Laosirikul, die auf 192 kg kam.
Im Jahre 2009 war sie endlich wieder verletzungsfrei. Sie wurde daraufhin im April 2004 chinesische Meisterin mit 208 kg (95–113). Im September 2009 siegte sie auch bei den 11. chinesischen National-Spielen in Jinan und erzielte dort in der Klasse bis 48 kg mit 220 kg (99–121) neuen Weltrekorde im Reißen und im Zweikampf. Bei der Weltmeisterschaft 2009 im südkoreanischen Goyang erzielte sie 208 kg (93–115) und gewann damit ihren vierten Weltmeistertitel im Zweikampf und im Reißen den siebten Einzeltitel. Hinter ihr landeten die beiden Türkinnen Sibel Özkan, 206 kg und Nurcan Taylan, 205 kg, auf den Plätzen 2 und 3.
2010 war Wang Mingjuan bei der chinesischen Meisterschaft und bei der Weltmeisterschaft nicht am Start. Im November 2010 nahm sie aber bei den Asienspielen in Guangzhou teil und siegte dort mit einer Zweikampfleistung von 210 kg (95–115) vor Pensiri Laosirikul aus Thailand, die 192 kg (83–109) erreichte.
2011 bestritt sie keine Wettkämpfe. Ihr nächster wichtiger Wettkampf war die chinesische Meisterschaft im April 2012. Sie war dort in guter Form, musste sich in der Gewichtsklasse bis 48 kg mit einer Zweikampfleistung von 210 kg (93–117) der erst achtzehnjährigen Tian Yuan geschlagen geben, die im Zweikampf 221 kg (95–126) erzielte. Bei den Olympischen Spielen 2012 in London wich dann der chinesische Gewichtheber-Verband von der Regel ab, stets die chinesische Meisterin zu den internationalen Meisterschaften zu entsenden und setzte in London anstelle von Tian Yuan Wang Mingjuan in der Gewichtsklasse bis 48 kg ein. Wang Mingjuan kam so mit einer Zweikampfleistung von 205 kg (91–114) doch noch zum Olympiasieg.

## Internationale Erfolge
| Jahr | Platz | Wettbewerb                        | Gewichtsklasse | |
| 2002 | 1.    | Junioren-WM in Havířov            | bis 48 kg      | mit 200 kg (90–110), vor Nurcan Taylan, Türkei, 172,5 kg (77,5–95) u. Gema Peris Revert, Spanien, 167,5 kg (75–92,5) |
| 2002 | 1.    | WM in Warschau                    | bis 48 kg      | mit 207,5 kg (92,5–115), vor Nurcan Taylan, 192,5 kg (87,5–105) u. Isabella Dragnewa, Bulgarien, 182,5 kg (82,5–100) |
| 2003 | 1.    | WM in Vancouver                   | bis 48 kg      | mit 200 kg (90–110), vor Aree Wiratthaworn, Thailand, 190 kg u. Nurcan Taylan, 197,5 kg                              |
| 2005 | 1.    | WM in Doha                        | bis 48 kg      | mit 213 kg (95–118), vor Pensiri Laosirikul, Thailand, 198 kg (88–110) u. Aree Wiratthaworn, 193 kg (85–108)         |
| 2006 | 1.    | Asien-Spiele in Doha              | bis 48 kg      | mit 206 kg (92–118), vor Pensiri Laosirikul, 192 kg (85–107) u. Thongyim Bunphithak, Thailand, 191 kg (82–109)       |
| 2007 | 1.    | IWF-Welt-Cup in Apia/Samoa        | bis 48 kg      | mit 204 kg (88–116), vor Genny Pagliaro, Italien, 180 kg u. Susanne Hiram, Nauru, 150 kg                             |
| 2008 | 1.    | Vorolympische Spiele in Peking    | bis 53 kg      | mit 205 kg (92–113), vor Cen Lijuan, China, 201 kg (90–111) u. Suda Chaleephay, Thailand, 199 kg (89–110)            |
| 2008 | 1.    | Asien-Meisterschaften in Kanazawa | bis 48 kg      | mit 188 kg (87–101), vor Ngo Thi Nga, Vietnam, 178 kg (83–95) u. Shoko Sumida, Japan, 170 kg (78–92)                 |
| 2009 | 1.    | WM in Goyang/Südkorea             | bis 48 kg      | mit 208 kg (93–115) vor Sibel Özkan, Türkei, 206 kg (89–117) und Nurcan Taylan, 205 kg (90–115)                      |
| 2010 | 1.    | Asienspiele in Guangzhou          | bis 48 kg      | mit 210 kg (95–115), vor Pensiri Laosirikul, Thailand, 192 kg (83–109) und Chen Wei Ling, Taiwan, 191 kg (86–105)    |
| 2012 | Gold  | OS in London                      | bis 48 kg      | mit 205 kg (91–114), vor Hiromi Miyake, Japan, 197 kg (97–110) und Ryang Chun-hwa, Nordkorea, 192 kg (80–112)        |

## WM-Einzeltitel
- WM-Goldmedaillen: 2002/Reißen – 2002/Stoßen – 2003/Reißen – 2003/Stoßen – 2005/Reißen – 2005/Stoßen – 2009/Reißen
- WM-Bronzemedaillen: 2009/Stoßen

## Nationale Wettbewerbe
(soweit bekannt)
| Jahr | Platz | Wettbewerb                                | Gewichtsklasse |                                                                                           |
| 2001 | 1.    | chinesische National-Spiele               | bis 48 kg      |                                                                                           |
| 2003 | 1.    | chinesische Meisterschaft in Pingdingshan | bis 48 kg      | mit 210 kg (92,5–117,5), vor Gao Wei, 202,5 kg u. Li Zhuo, 202,5 kg                       |
| 2007 | 1.    | chinesische Meisterschaft in Hefei        | bis 48 kg      | mit 204 kg (88–116)                                                                       |
| 2009 | 1.    | chinesische Meisterschaft                 | bis 48 kg      | mit 208 kg (95–113), vor Tian Yuan, 205 kg u. Gao Wei, 198 kg                             |
| 2009 | 1.    | 11. chinesische National-Spiele in Jinan  | bis 48 kg      | mit 220 kg (99–121), vor Yang Lian, 218 kg u. Gao Wei, 215 kg                             |
| 2012 | 2.    | chinesische Meisterschaft                 | bis 48 kg      | mit 210 kg (93–117), hinter Tian Yuan, 221 kg (95–126) und vor Tan Yayun, 200 kg (85–115) |

Erläuterungen
- alle Wettkämpfe im Zweikampf, bestehend aus Reißen und Stoßen,
- OS = Olympische Spiele, WM = Weltmeisterschaften,
- KG = Körpergewicht